# Amstel
Amstel (ámstel) je 31 km dolga reka na Nizozemskem. Amstel je reka kanalskega tipa, speljana po prekopu. Teče skozi provinci Južna in Severna Holandija in skozi največje nizozemsko mesto Amsterdam.

## Zgodovina
V srednjem veku so barje (nizozemsko: veen) izsušili. Območje so uporabili za kmetijstvo, kasneje pa so kopali šoto, ki so jo uporabljali kot gorivo. Zaradi tega je v začetku 13. stoletja na tem območju barja zahodno od Ouderkerka nastala barjanska naselbina Amstelveen.
Z izgradnjo jezu v 13. stoletju v izlivu reke v severnem delu Nieuwer-Amstel je nastala ribiška vas Amstelerdam, ki je bila prvič omenjena 27. oktobra 1275 in je dobila mestne pravice v začetku 14. stoletja. Zaradi ugodne lege na Zuiderzeeju, povezanosti z Nemčijo in naprej v Skandinavijo ter zaradi rečne povezave z Dordrechtom in Antwerpnom se je naselje razvilo v manjše mesto.
Prvotno se je Amstel izlival v IJ mimo Rokina in Damraka. Danes je estuarij v središču mesta na Muntpleinu. Zadnji del ulice ob reki Amstel se imenuje tudi Amstel. Amstel zdaj teče v IJ po cevovodih pod zasutimi deli Rokina in Damraka, vendar se večina vode odvaja po kanalskem sistemu.
V 17. in 18. stoletju so ob Amstelu zgradili številne domove premožnih meščanov, vendar jih je večina propadla. Hiši Oostermeer in Westeramstel še vedno stojita na nasipu Amstel.